# Jarszewo
Jarszewo (deutsch Jassow bei Cammin in Pommern, amtlich abgekürzt Jassow b. Cammin i. Pom., früher Jaßow) ist ein Dorf in der polnischen Woiwodschaft Westpommern. Es gehört zur Gmina Kamień Pomorski (Stadt- und Landgemeinde Cammin) im Powiat Kamieński (Camminer Kreis).

## Geographische Lage
Das Dorf liegt in Hinterpommern, östlich der Maade, eines mit dem Camminer Bodden verbundenen Nebengewässers des Pommerschen Haffs, etwa 62 Kilometer nördlich von Stettin, fünf Kilometer südlich der Stadt Kamień Pomorski (Cammin) und vier Kilometer nördlich des Dorfs Rekowo (Reckow).

## Geschichte
Das Dorf Jassow hatte seit dem Mittelalter zum Domkapitel Cammin gehört. Nachdem das Domkapitel durch das Edikt vom 30. Oktober 1810 aufgehoben worden war, wurde Jassow dem Amt Cammin  einverleibt.

Gebäude im Dorf
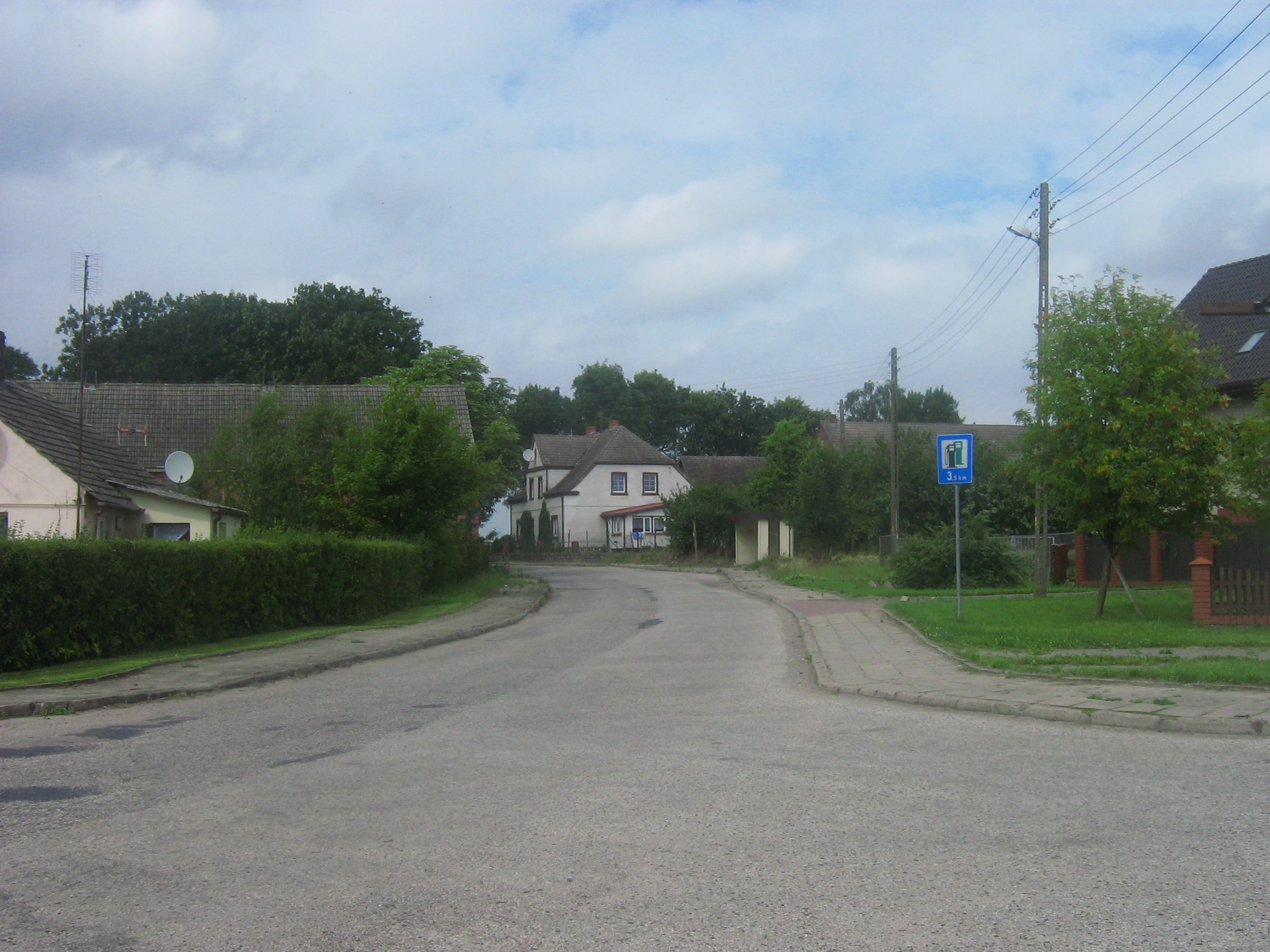
Dorfstraße (2008)
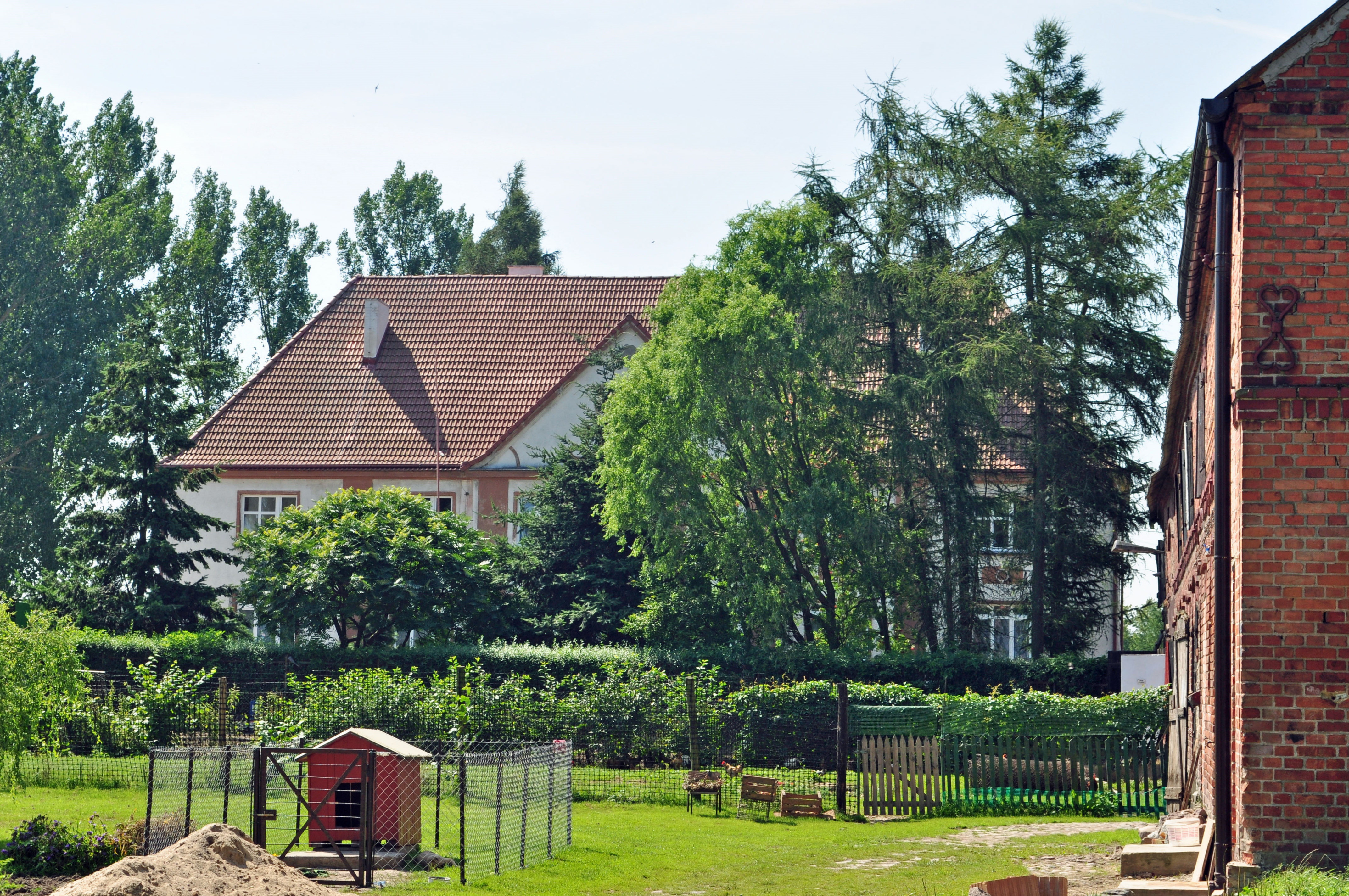
Wohnhaus (2011)
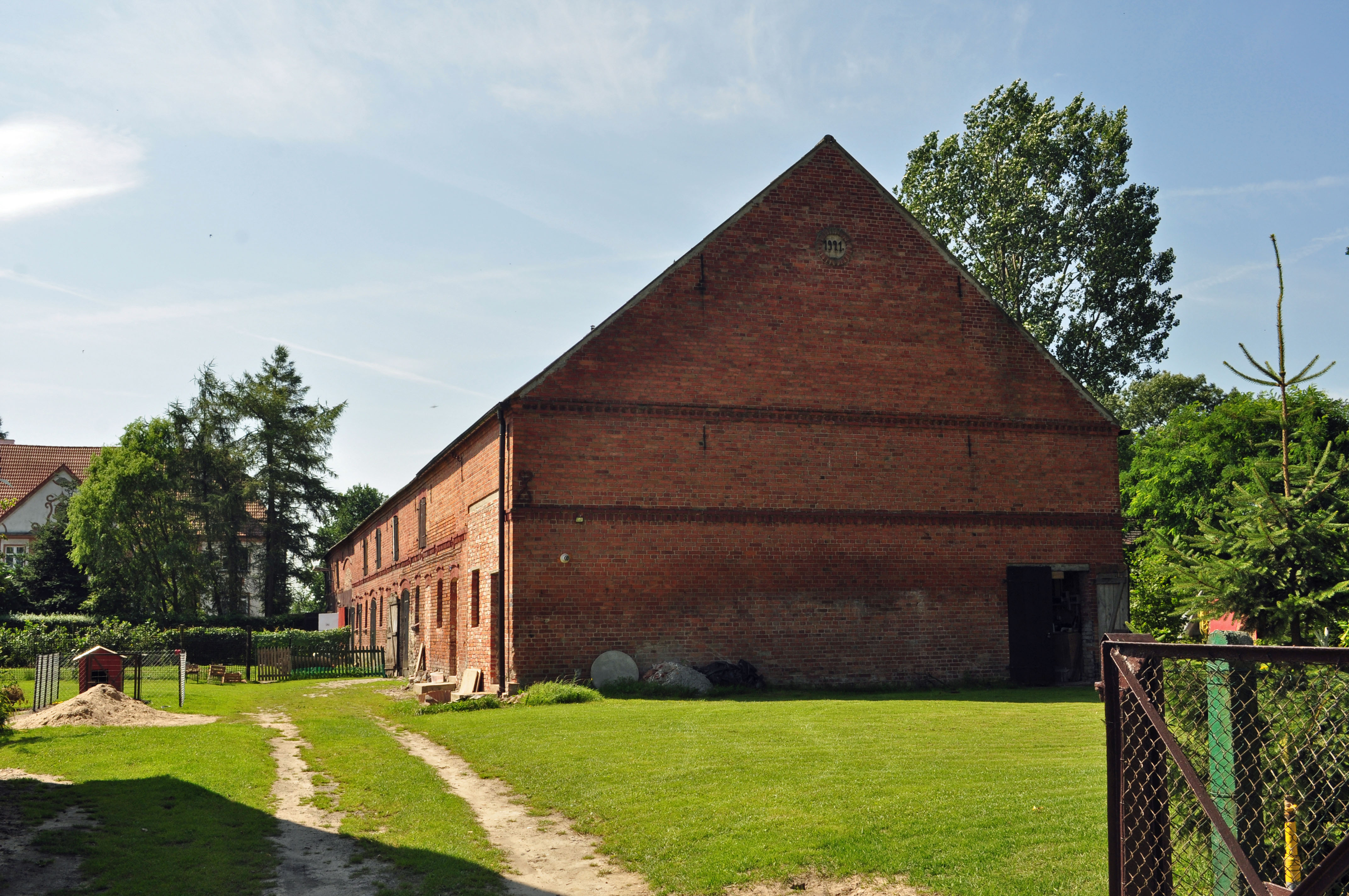
Gehöft (2011)
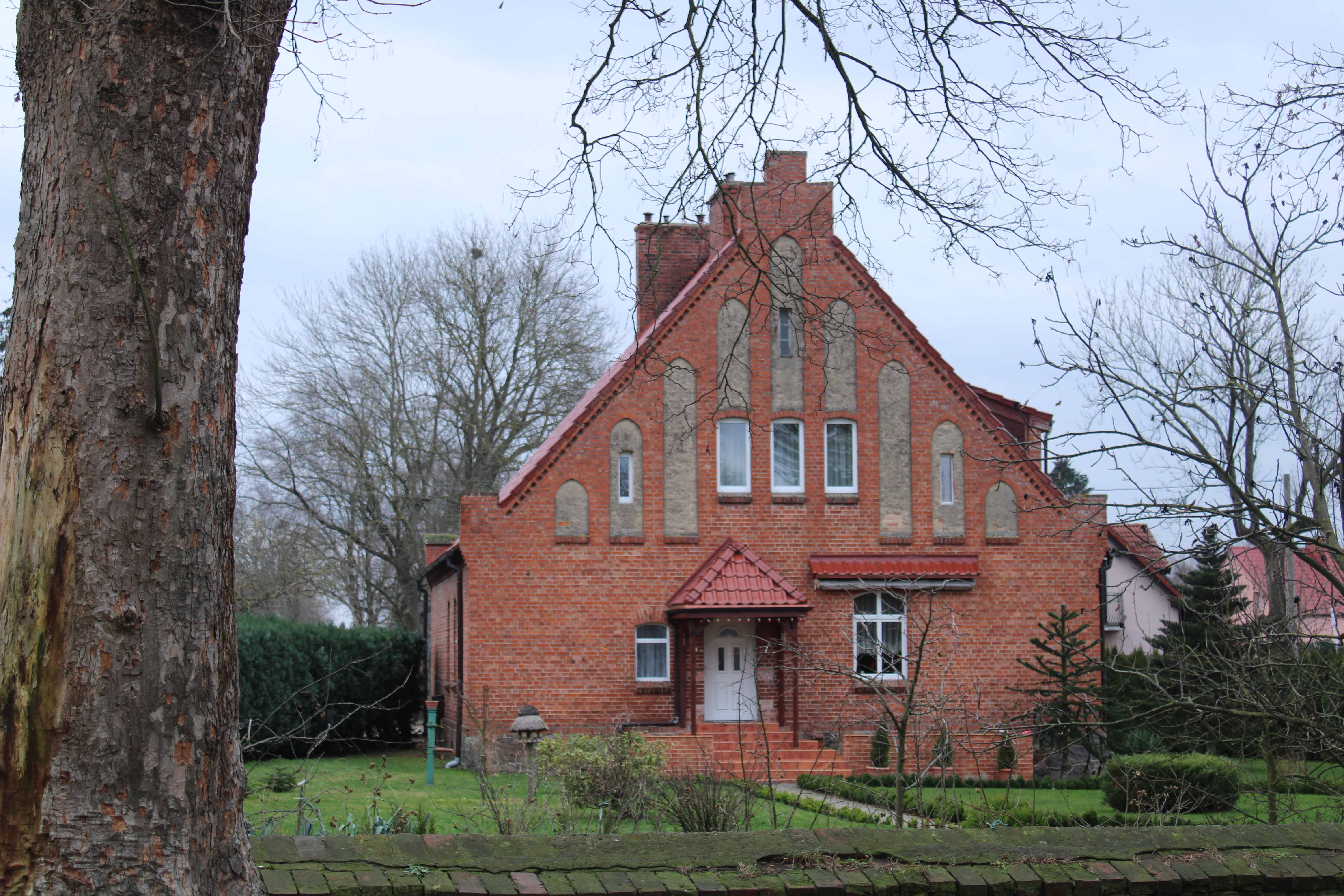
Wohnhaus (2020)
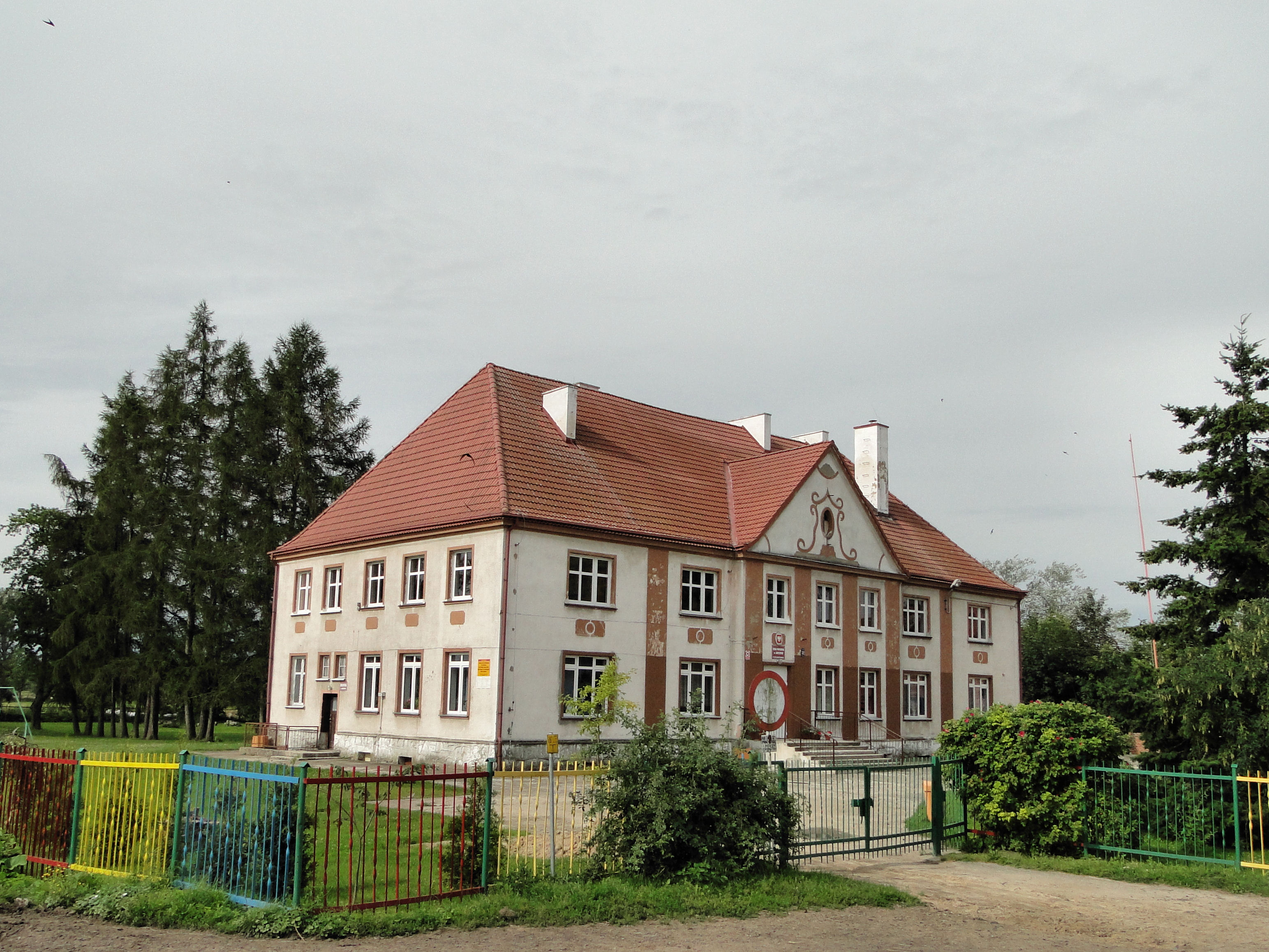
Schulhaus (2011)

Am 30. Dezember 1927 wurde der Gutsbezirk Milchow in die Landgemeinde Jassow eingegliedert.
Anfang der 1930er Jahre hatte die Gemarkung der Gemeinde Jassow eine Fläche von 8,4 km², und im Gemeindebezirk standen insgesamt 60 bewohnte Wohnhäuser an zwei verschiedenen Wohnorten:
1. Jassow b. Cammin i. Pom.
2. Milchow

Jasssow hatte um 1935 einen Gasthof, eine Gemischtwarenhandlung, eine Mühle, eine Schmiede und eine Viehhandlung.
Bis 1945 bildete Jassow eine Gemeinde im Landkreis Cammin i. Pom. der preußischen Provinz Pommern des Deutschen Reichs. Jassow war dem Amtsbezirk Reckow zugeordnet.
Gegen Ende des Zweiten Weltkriegs wurde die Region im Frühjahr 1945 von der Roten Armee besetzt. Nach Beendigung der Kampfhandlungen wurde Jassow zusammen mit ganz Hinterpommern seitens der sowjetischen Besatzungsmacht der Volksrepublik Polen zur Verwaltung überlassen. Danach begann die Zuwanderung polnischer Zivilisten. Das Dorf Jassow wurde unter der polonisierten Ortsbezeichnung ‚Jarszewo‘ verwaltet. In der Folgezeit wurde die einheimische Bevölkerung von der polnischen Administration aus Jassow und dem Kreisgebiet vertrieben.

### Demographie
| Jahr | Einwohner | Anmerkungen |
| ---- | --------- | --- |
| 1782 | –         | Dorf mit acht Bauernstellen, sechs Halbbauern, acht Büdnern, die Haus und Garten besitzen, einem Wirtshaus, einer Mutterkirche und dreißig Feuerstellen (Haushaltungen), im Besitz des Lieutenants Gotthilf Christian Curt von Mellin |
| 1818 | 181       | Dorf |
| 1852 | 423       | Dorf |
| 1864 | 371       | am 3. Dezember |
| 1867 | 389       | am 3. Dezember |
| 1871 | 411       | am 1. Dezember, sämtlich Evangelische |
| 1885 | 401       | am 1. Dezember, sämtlich Evangelische |
| 1890 | 376       | am 1. Dezember |
| 1910 | 356       | am 1. Dezember |
| 1925 | 460       | darunter 407 Evangelische und neun Katholiken |
| 1933 | 425       | [ 17 ] |
| 1939 | 421       | [ 17 ] |

## Kirche
Die vor 1945 anwesende Dorfbevölkerung war mit seltenen Ausnahmefällen evangelisch. Die mit einer Orgel ausgestattete evangelische Mutterkirche gehörte zur Synode Cammin, eingepfarrt waren im 18. Jahrhundert die Ortschaften Scharchow, Düssin, Büssenthin, Milchow und Revenow.

Dorfkirche, bis 1945 Gotteshaus der evangelischen Gemeinde Jassow
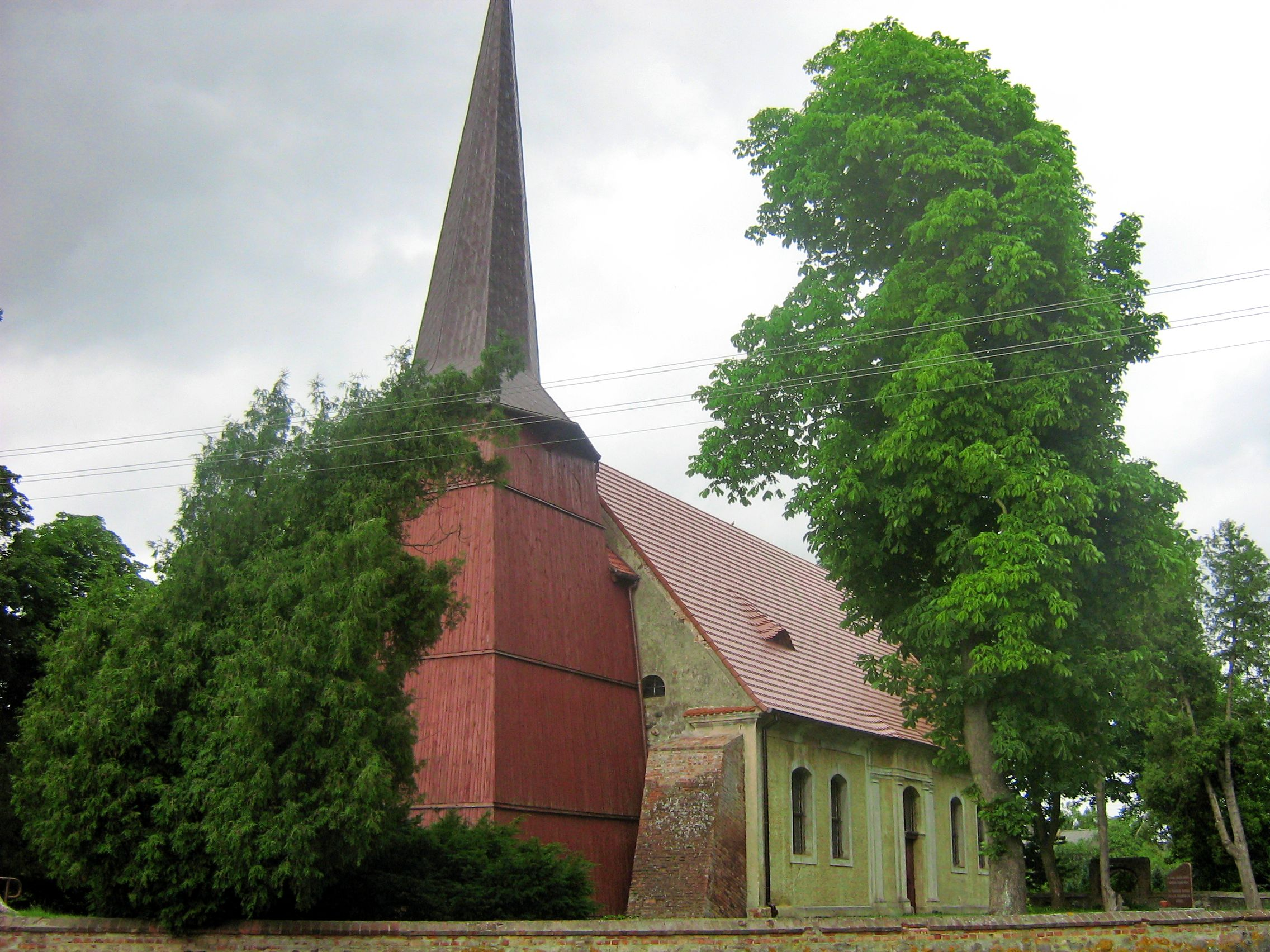
Turmseite (2008)
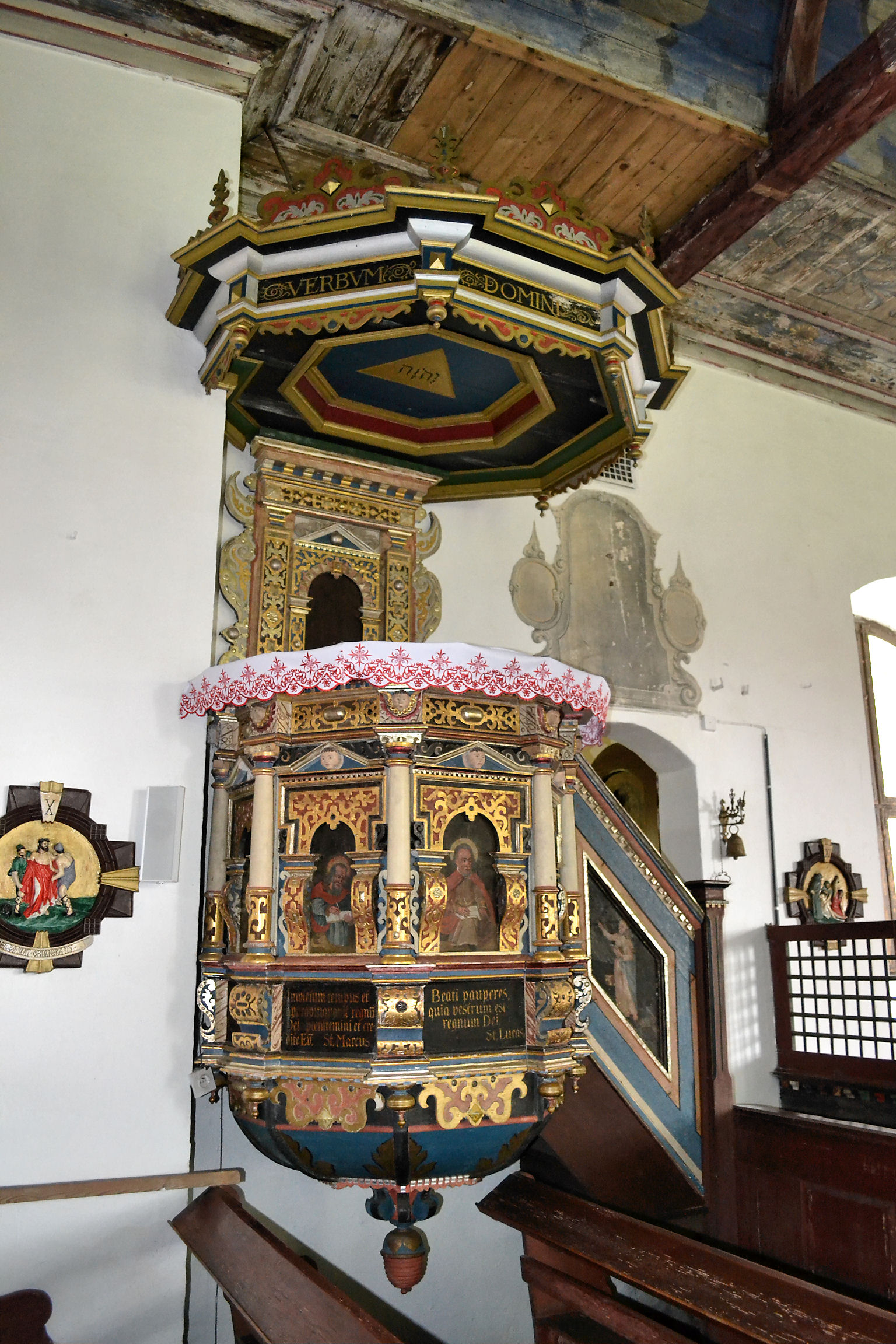
Kanzel (2011)
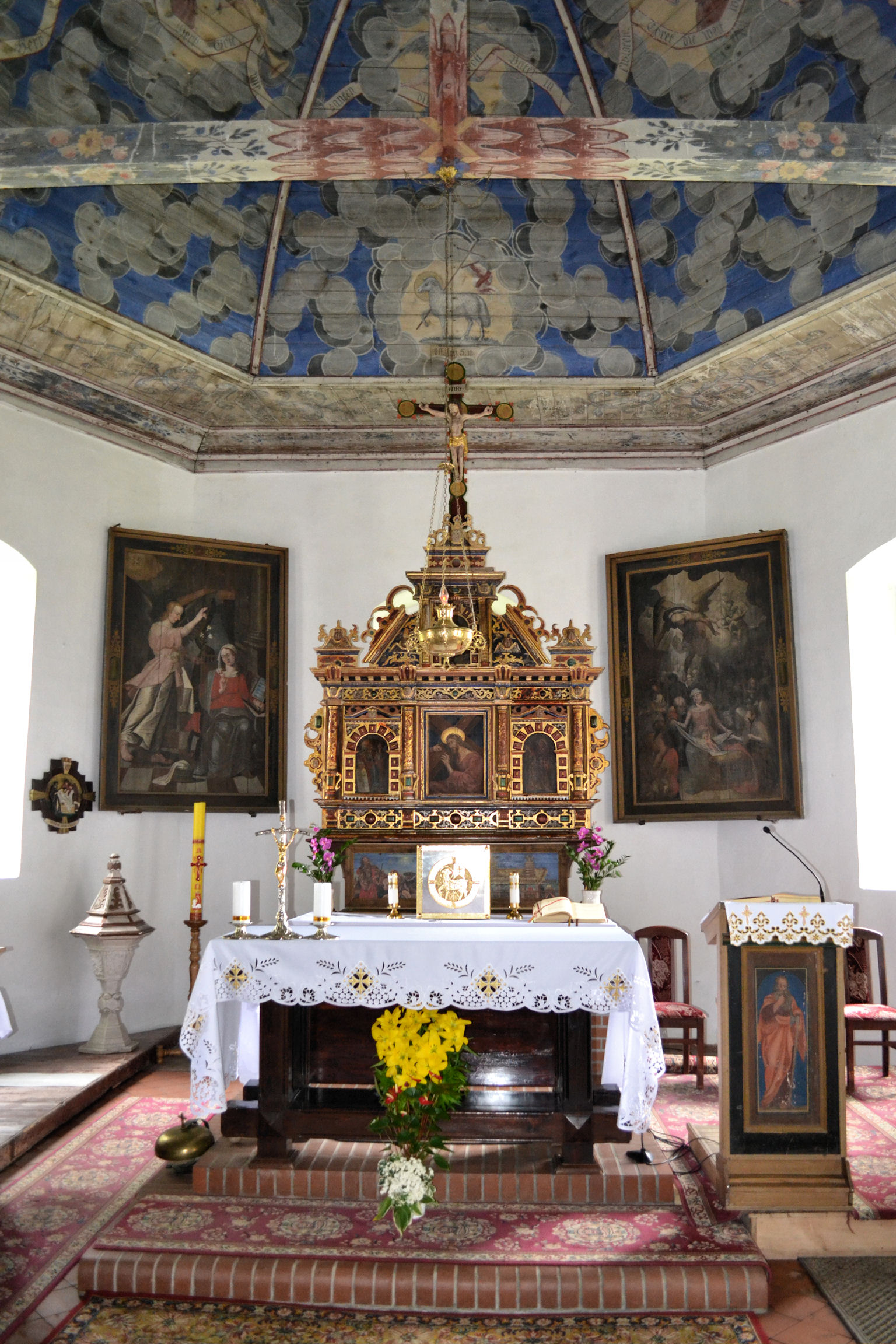
Altarraum (2011)
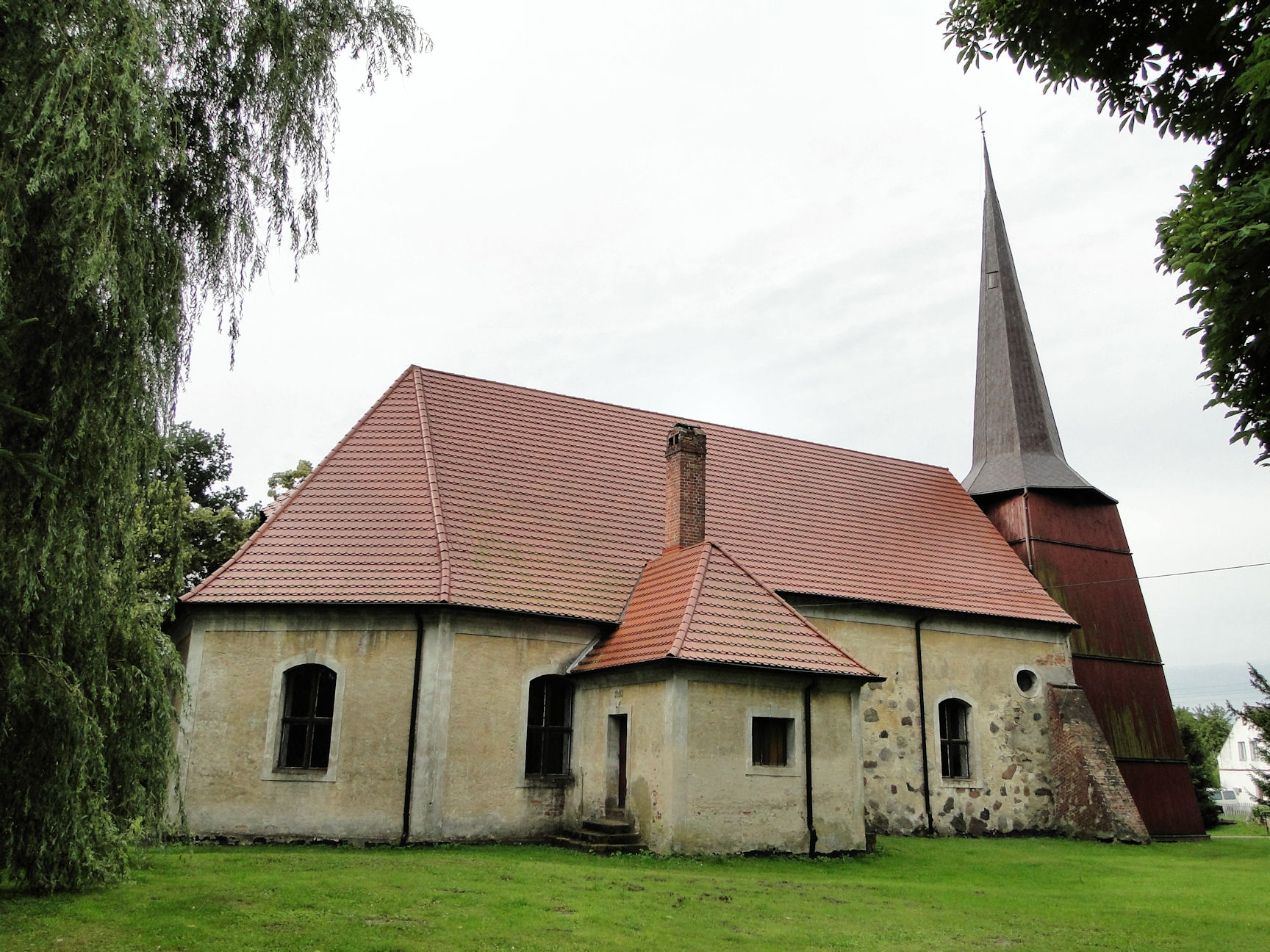
Kirchenschiff (2011)
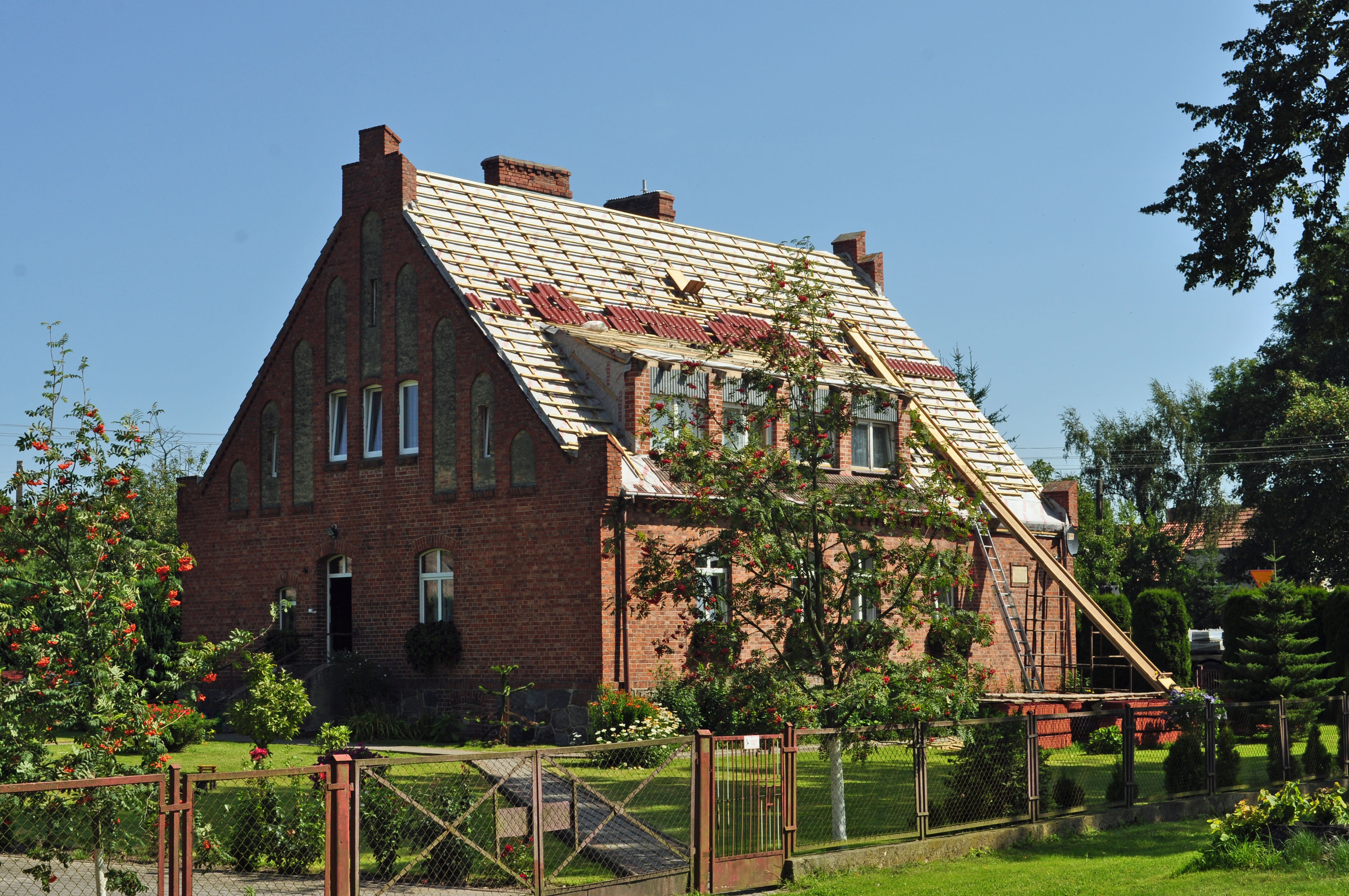
Pfarrhaus (2011)

Die Pfarrei hatte einen Prediger, einen Küster, einen Organisten und ein Predigerwitwenhaus. 1887 trat Wilhelm Palis (* 22. Dezember 1856) das Pfarramt an, das insgesamt 960 Seelen zu betreuen hatte. Der Bestand an Kirchenbüchern reichte bis 1572 zurück.
Die Katholiken gehörten zum katholischen Kirchspiel Cammin i. Pom.
Die seit 1945 zugewanderten polnischen Migranten und deren Nachfahren sind größtenteils römisch-katholisch.